# Agropoli
Agropoli é uma comuna italiana da região da Campania, província de Salerno, com cerca de 19.830 habitantes. Estende-se por uma área de 32,51 km², tendo uma densidade populacional de 620 hab/km². Faz fronteira com Capaccio, Castellabate, Cicerale, Laureana Cilento, Ogliastro Cilento, Prignano Cilento, Torchiara.

## Demografia
| Variação demográfica do município entre 1861 e 2011                               |
|                                                                                   |
| Fonte: Istituto Nazionale di Statistica (ISTAT) - Elaboração gráfica da Wikipedia |